# Lespedeza cyrtobotrya
Lespedeza cyrtobotrya är en ärtväxtart som beskrevs av Friedrich Anton Wilhelm Miquel. Lespedeza cyrtobotrya ingår i släktet Lespedeza och familjen ärtväxter. Inga underarter finns listade i Catalogue of Life.

## Bildgalleri

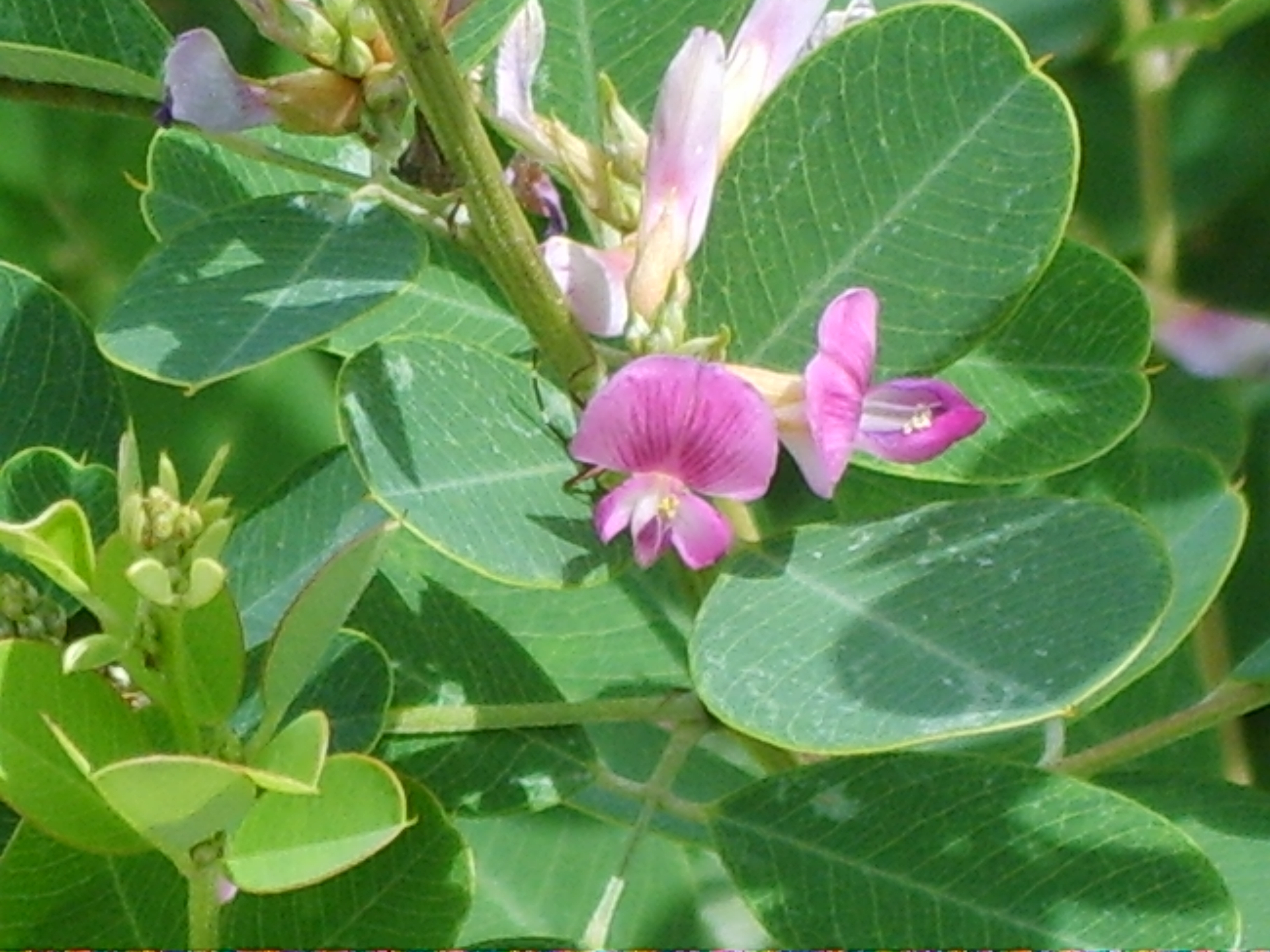
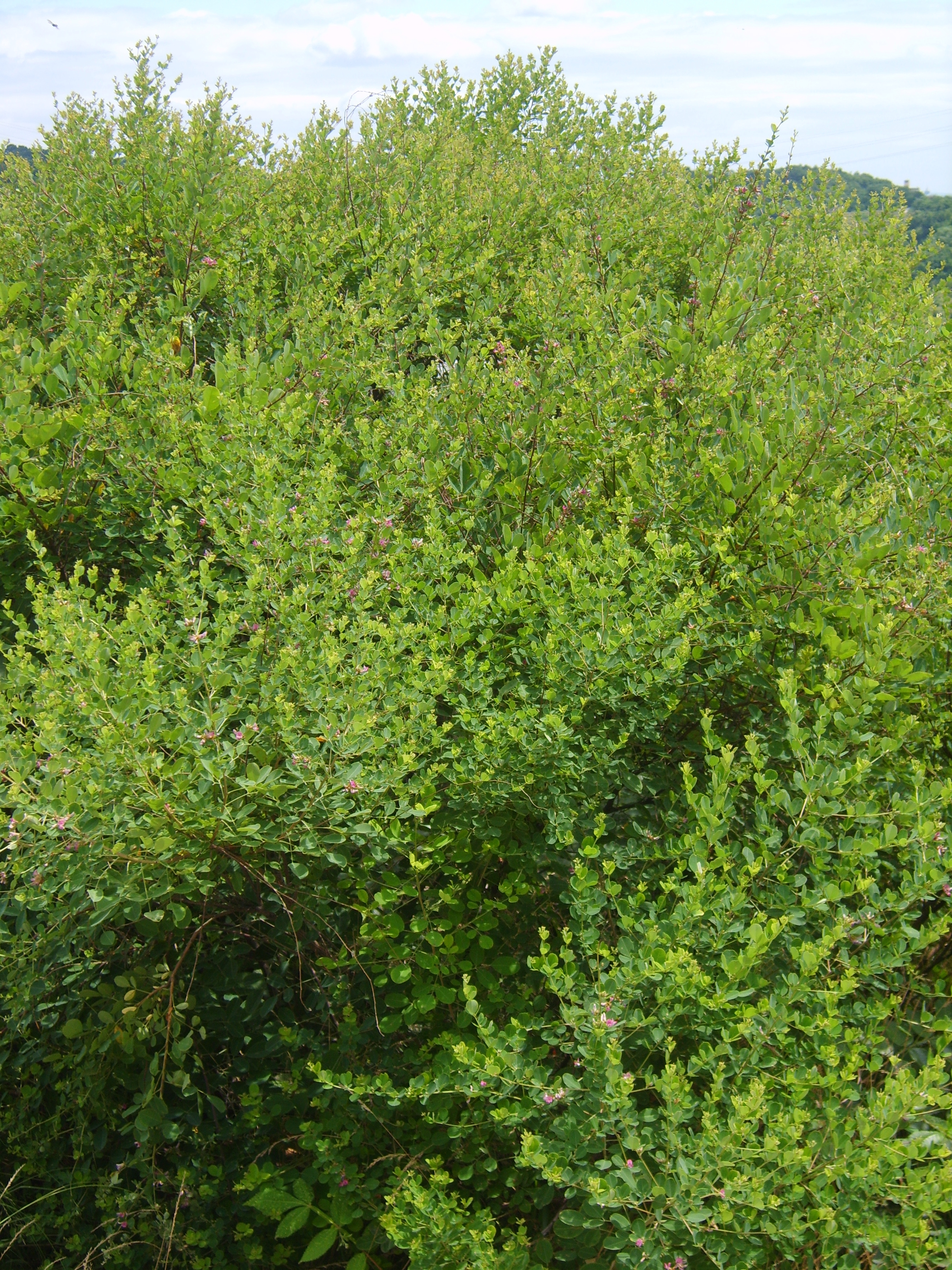
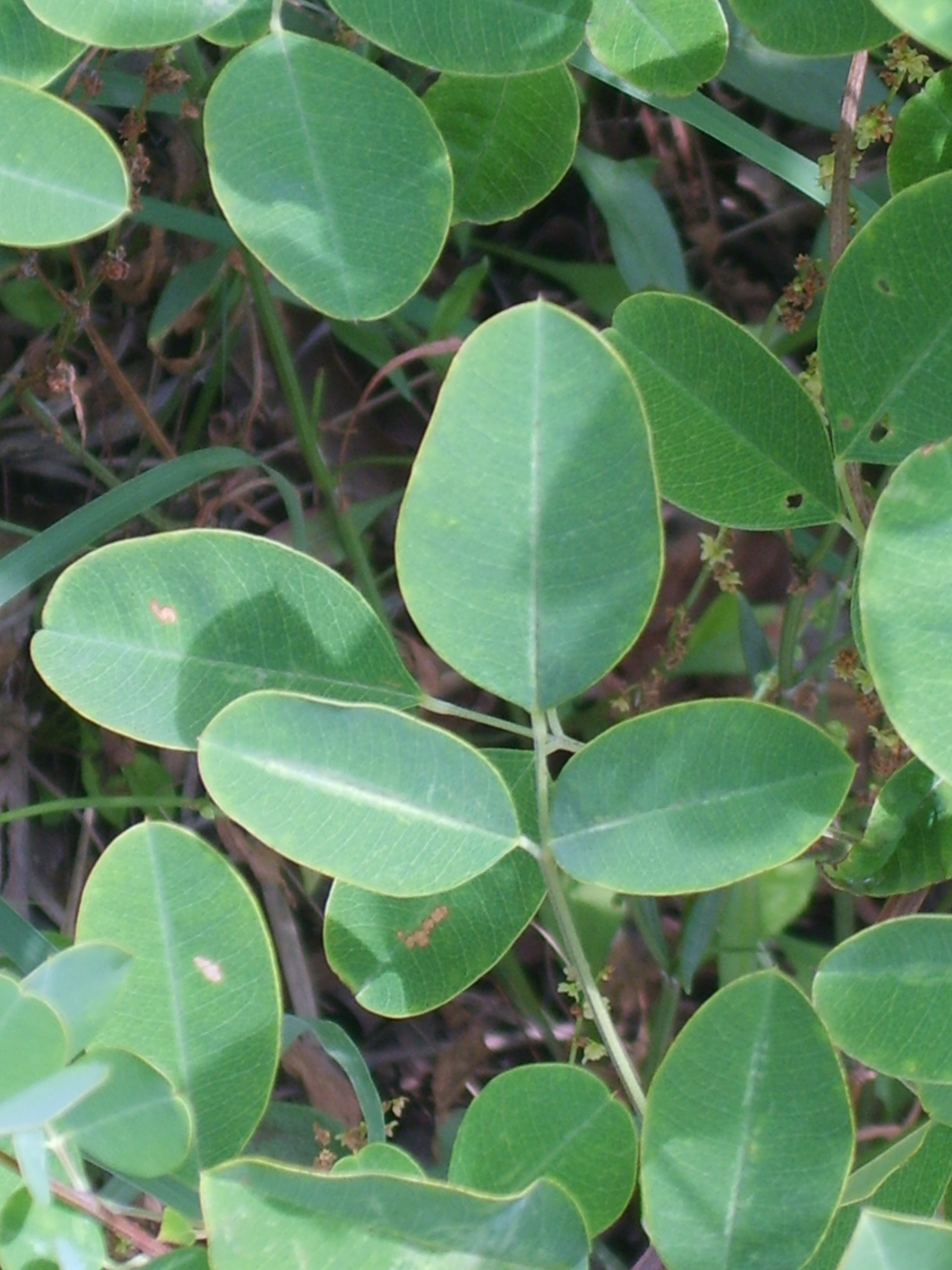
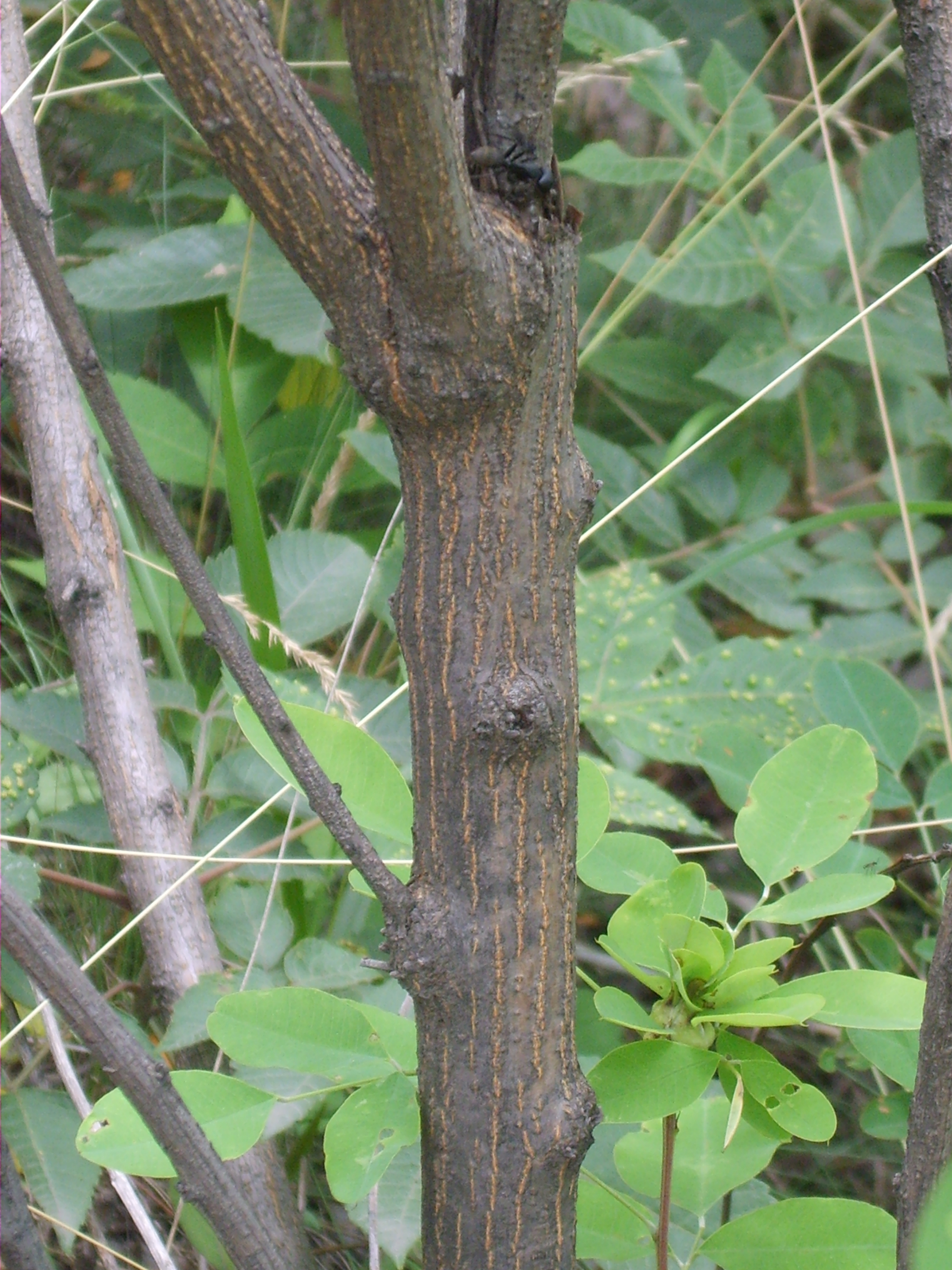